# 原市沼

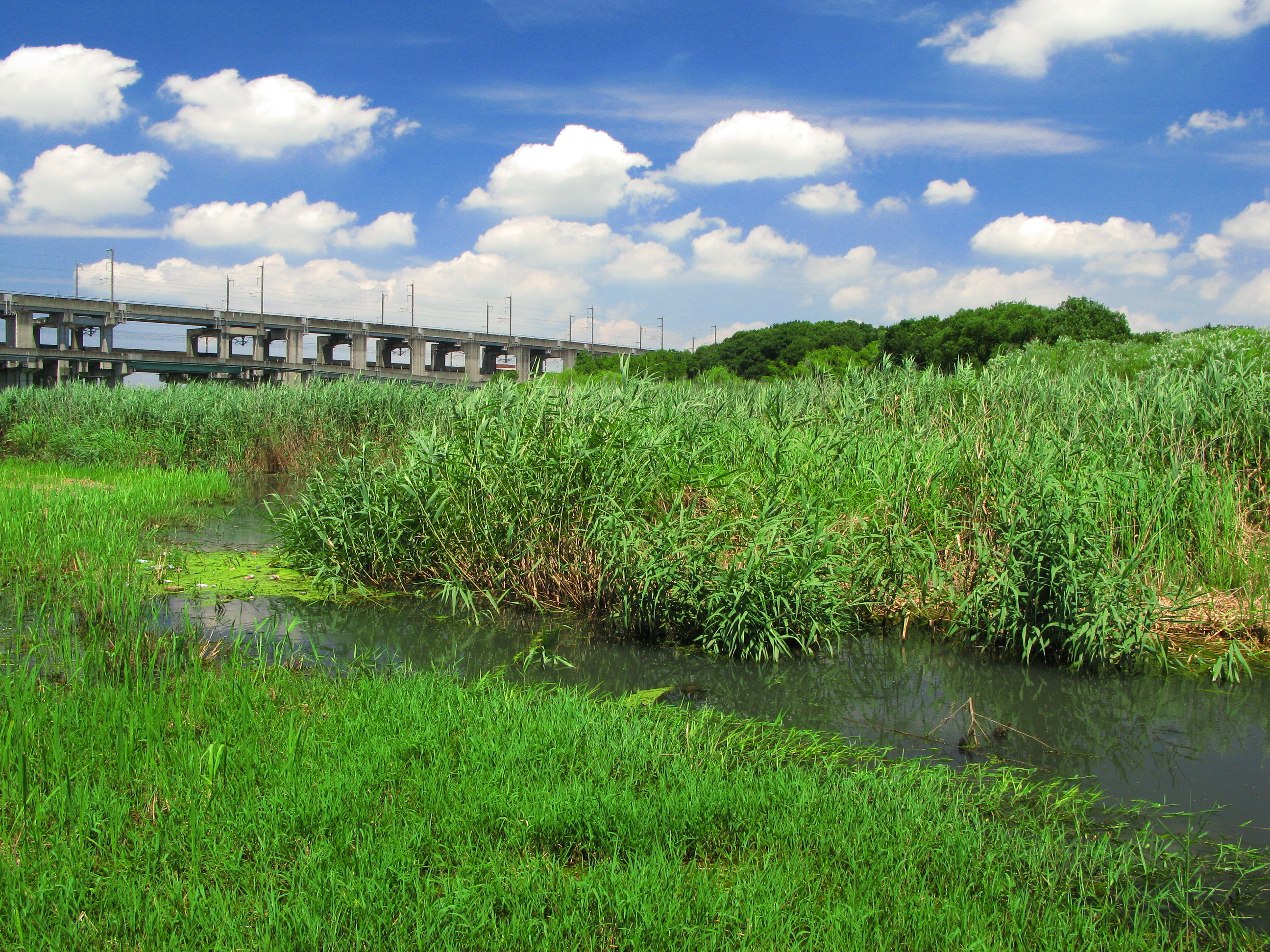
原市沼（2010年7月）

原市沼（はらいちぬま）は、埼玉県上尾市大字原市と北足立郡伊奈町大字小室の境界にある湖沼。

## 概要
伊奈氏屋敷跡に近く、北端を東北新幹線・上越新幹線が通っている。湿地を形成し、野鳥や湿生植物に恵まれている。流入・流出河川は原市沼川のみである。戦前までは蓮の花が咲き続けていたが、戦後の食糧難で姿を消してしまった。近年、行田市より古代蓮の種子を譲り受け、｢原市沼を愛する会」の人々の努力により、蓮の花の再生に成功した。蓮の花の見ごろは7月中旬 - 8月中旬の朝方である。

## 原市沼調節池
上ノ池、中ノ池、下ノ池の3つに分かれて治水用の調節池を整備中であり、中、下池が概成している。

## 交通
- 埼玉新都市交通沼南駅下車徒歩5分[2]